# إي تي بالعربي
إي تي بالعربي (إنترتينمت تونايت) أو (إنترتينمت تونايت بالعربي) أو Entertainment Tonight أو Entertainment Tonight بالعربي (بالإنجليزية: ET بالعربي)، وهو النسخة العربية للبرنامج الترفيهي العالمي الذي يحقق متابعة عالية ونجاح كبير وهو إنتاج مشترك بين استوديوهات سي بي إس ومجموعة إم بي سي.
وتتولى تقديم فقرات البرنامج الجديد، الإعلامية المغربية مريم سعيد والسعودي بدر آل زيدان والمصرية ناردين فرج ويعرض من الأحد إلى الخميس، فيما تعرض حلقة (بيست أوف) في 90 دقيقة كل سبت ويقدم البرنامج مجموعة من الفقرات الإخبارية الفنية والترفيهية، من خلال تغطية الصناعة الترفيهية ومتابعة مستمرة لأخبار المشاهير والأفلام السينمائية، والإنتاجات التلفزيونية والموسيقية وعالم الأزياء والجوائز وتغطية المهرجانات والمناسبات الخاصة.

## حول البرنامج
انطلق برنامج إي تي منذ 34 سنة، ويعرض على عدد من القنوات العالمية، وسبق له أن توج بجائزة «إيمي العالمية» عن فئة «البرامج الإخبارية الترفيهية الحديثة» إذ قدم أكثر من 8 آلاف حلقة يومية وشكل قاعدة تلفزيونية ترفيهية عالمية لتقديم آخر الأخبار العاجلة والحصرية والتغطيات والمتابعات الأولى لمختلف المشاريع السينمائية والتلفزيونية المقبلة ومقابلات مع أشهر نجوم هوليوود. يشار إلى أن إي تي بالعربي يندرج في سياق مخططات مجموعة «إم بي سي» الخاصة بإطلاق النسخ العربية لمجموعة من البرامج العالمية، من بينها ذا فويس: أحلى صوت (برنامج) وآراب آيدول وأرابز غوت تالنت وإكس فاكتور.

## جوائز إي تي للأفضل
في عام 2020 أطلقت إي تي بالعربي إستفتاء لأفضل الأعمال العربية من مسلسلات وافلام وأغاني وكذلك ممثلين وممثلات ومغنيين ونجوم مواقع التواصل والتصويت يكون من قبل الجمهور.

### نتائج تصويت 2020[2][3]
- جائزة أفضل مسلسل مصري:

البرنس
- جائزة أفضل مسلسل عربي مشترك:

الهيبة ج4: الرد وعروس بيروت ج2
- جائزة أفضل مسلسل خليجي:

الكون في كفة
- جائزة أفضل مسلسل على منصة:

ما وراء الطبيعة
- جائزة أفضل تتر مسلسل:

أغنية العشم للمغني أحمد سعد في مسلسل البرنس
- جائزة أفضل فيلم:

زنزانة 7
- جائزة أفضل ألبوم:

سهران لعمرو دياب
- جائزة أفضل كليب:

"في حدا" لآدم
- جائزة أفضل فنان:

سعد المجرد
- جائزة أفضل فنانة:

أصالة نصري
- جائزة أفضل أغنية مغربية:

"آسف حبيبي" لسعد المجرد وفناير
- جائزة أفضل أغنية مصرية:

"بالبنط العريض" لحسين الجسمي
- جائزة أفضل أغنية خليجية:

"إشتقت لك" لأصالة نصري
- جائزة أفضل أغنية لبنانية:

"بتعرف شعور" لأدهم نابلسي
- جائزة أفضل أغنية عراقية:

"إنت السعادة" لأصيل هميم
- جائزة أفضل ممثل:

احمد زاهر
- جائزة أفضل ممثلة:

منى زكي
- جائزة أفضل ممثل في دراما عربية مشتركة:

تيم حسن
- جائزة أفضل ممثلة في دراما عربية مشتركة:

سيرين عبد النور
- جائزة أفضل ممثل مصري:

محمد رمضان
- جائزة أفضل ممثلة مصرية:

روجينا
- جائزة أفضل ممثل خليجي:

ناصر القصبي
- جائزة أفضل ممثلة خليجية:

أسيل عمران
- جائزة الشخصية الأكثر تأثيراً:

نادين نسيب نجيم
- جائزة أفضل ثنائي على السوشل ميديا:

أنس مروة وأصالة المالح
- جائزة نجم السوشل ميديا:

هشام دوناف
- جائزة نجمة السوشل ميديا:

نور نعيم

## وصلات خارجية
- الموقع الرسمي